# ولایت خوست
ولایت خوست (اوستایی: hwāstu، سانسکریت: suvāstu، چینی: K'wat-sit-to، عربی:خواشت) یکی از ۳۴ ولایت افغانستان به مرکزیت شهر خوست می‌باشد که از ولایات شرقی افغانستان به‌شمار می‌رود. براساس احصائیه ۱۳۹۹ ولایت پکتیا ۶۳۶٬۵۲۲ جمعیت، و ۴٬۱۵۱ کیلومتر مربع پهناوری دارد. مردم این ولایت به زبان پشتو صحبت می‌کنند.

## جغرافیا

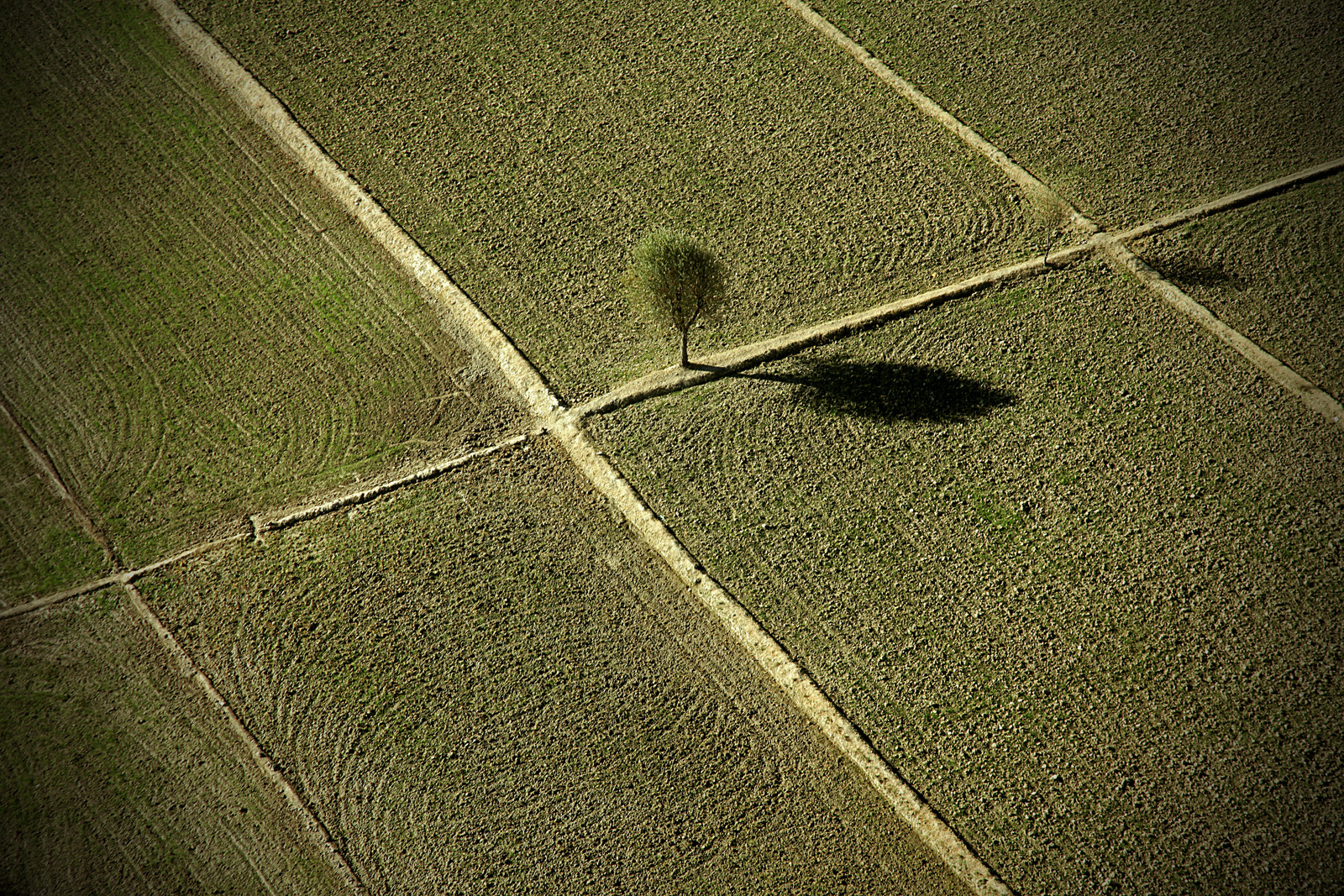
اراضی کشاورزی ولایت خوست

وزارت شهرسازی و اراضی در ادامه تطبیق برنامه بانک زمین دولتی در کشور؛ ۲۳۹ هزار و ۱۸۰ جریب زمین و املاک دولتی را در ۲۶۰ قطعه در مربوطات ولایت خوست سروی و ثبت نموده‌است.
از این رقم ۲۲۷ هزار و۸۳۶ جریب زمین سفید دولتی و ۱۱ هزار و۳۴۴ جریب ملکیت‌های عامه تحت استفاده ادارات دولتی در مرکز و ولسوالی‌های این ولایت می‌باشد.

## تقسیمات

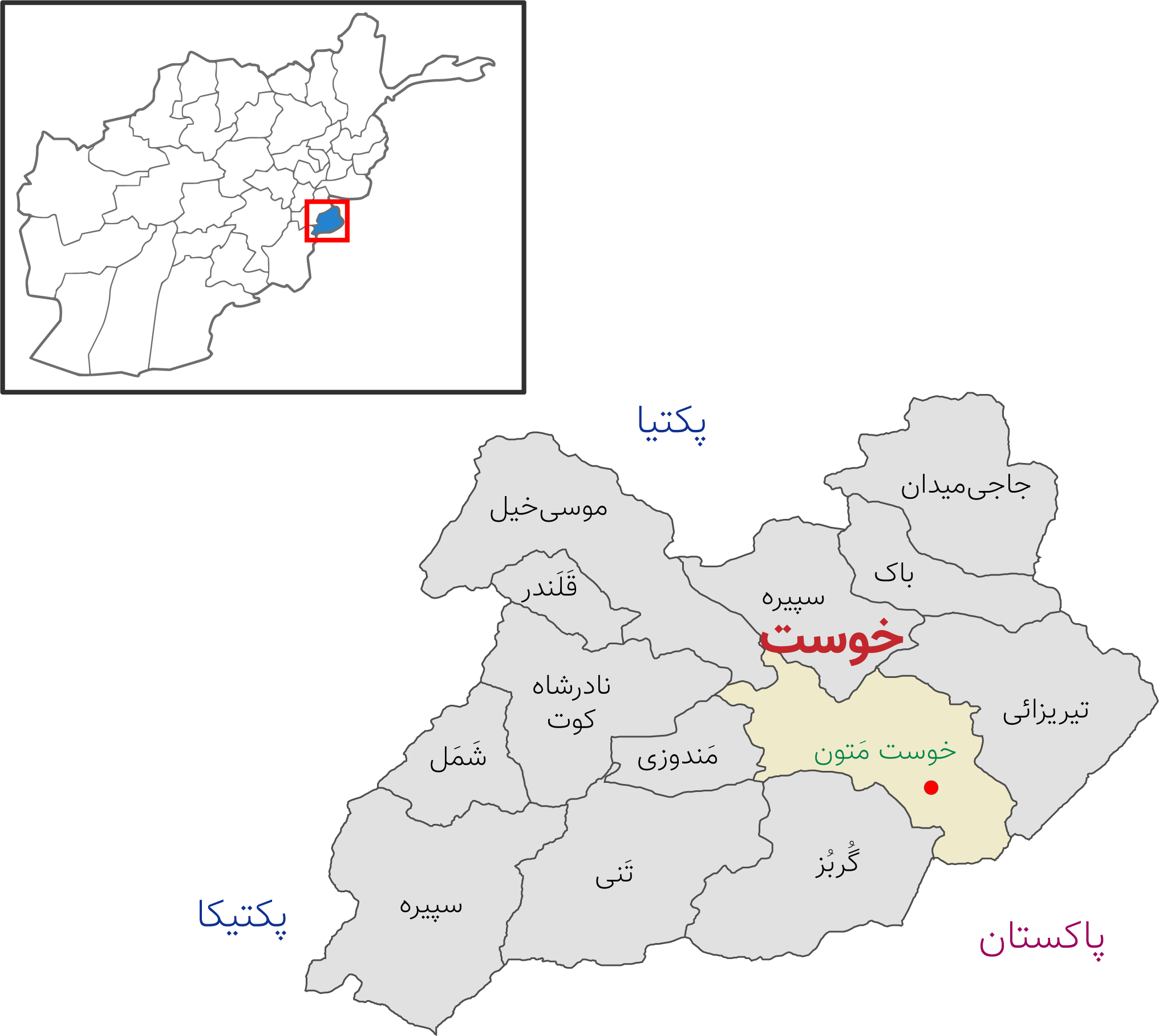
ولسوالی‌های خوست

- باک
- تَنی
- تیریزائی
- جاجی‌میدان
- خوست مَتون
- سپیره
- شَمَل
- صَبری (یعقوبی)
- قَلَندر
- گُربُز
- مَندوزی
- موسی‌خیل
- نادرشاه‌کوت